# 5. maj
5. maj er dag 125 i året i den gregorianske kalender (dag 126 i skudår). Der er 240 dage tilbage af året.

Officiel flagdag i Danmark pga. Danmarks Befrielse i 1945.
Dagens navn er Gothard.

### Begivenheder
Født - Dødsfald
- 1789 - Ludvig 16. af Frankrig tvinges af økonomiske årsager til at indkalde stænderforsamlingen, hvilket bliver anledningen til den franske revolution.
- 1835 - I Belgien åbner den første jernbane på det europæiske kontinent mellem Bruxelles og Mechelen.
- 1846 - Selskabet Bondevennerne dannes med oberst A.F. Tscherning som formand. Tscherning bliver Danmarks første krigsminister og er i 1849 med i den grundlovgivende forsamling.
- 1872 - "Slaget på Fælleden". Politiet spreder et socialistisk arbejdermøde på Fælleden. Store menneskemængder er mødt op, selvom mødet var blevet forbudt, og det kommer til slagsmål mellem politiet og arbejderne.
- 1891 - Carnegie Hall i New York City åbner (under navnet Music Hall) med en koncert under ledelse af Tjajkovskij.
- 1904 - Carlsberg's "Hof" kommer i handlen.
- 1912 - Pravda, Sovjetunionens kommunistiske partis dagblad, begynder at udkomme.
- 1916 - Amerikanske marinesoldater invaderer den Dominikanske Republik.
- 1925 - John T. Scopes arresteres for overtrædelse af loven, som forbyder undervisning i Charles Darwins udviklingsteori i offentlige skoler i Tennessee. I den følgende retssag ("abesagen") idømmes han en bøde på $100.
- 1940 - I London dannes en norsk eksilregering.
- 1942 - Slaget om Koralhavet mellem japanske og amerikanske hangarskibe indledes.
- 1945 - Den tyske besættelse er formelt til ende. Christian 10. udnævner en samlingsregering med repræsentanter fra de fire gamle partier og fra modstandsbevægelsen.
- 1945 - Modstandsfolkene kommer til Ryvangen og finder 202 grave med danske frihedskæmpere og folk, som er faldet i ildkamp mod tyskerne. Det besluttes at anlægge en mindelund på stedet.
- 1945 - Hitlers efterfølger, Karl Dönitz, beordrer alle tyske undervandsbåde til at stoppe alle offensive operationer og vende tilbage til deres baser.
- 1949 - Europarådet dannes.
- 1946 - Den thailandske konge, Bhumibol Adulyadej, bestiger tronen.
- 1954 - Et statskup bringer Alfredo Stroessner til magten i Paraguay.
- 1963 - I USA gennemføres den første levertransplantation, Patienten, en 48-årig mand, lever i 22 dage. Han havde også 4 måneder forinden "oplevet" verdens første milttransplantation.
- 1980 - Arabiske terrorister sprænger Irans ambassade i London i luften efter seks dages besættelse; et gidsel omkommer, og 11 reddes.
- 1981 - Den nordirske terrorist Bobby Sands dør i Maze-fængslet efter 66 dages sultestrejke.
- 1984 - 100 medlemmer bryder ud af Fremskridtspartiet og danner De Frie Demokrater.
- 1985 - På kirkegården i Bittburg, hvor der bl.a. ligger SS-folk begravet, besegler præsident Ronald Reagan og forbundskansler Helmut Kohl med håndtryk forsoningen efter Anden Verdenskrig.
- 1986 - Vestens ledende industrilande stempler Libyen som hjemsted for statsterrorisme.
- 1987 - Folketinget vedtager, at Skjern Å, der blev rettet ud i 1960'erne, igen skal forsynes med sine slyngninger.
- 1988 - For første gang sendes live-tv fra Mount Everest - det udføres af en japansk tv-station.
- 1990 - I Bonn åbnes det første firepagtsmøde, der skal bane vejen for et forenet Tyskland.

### Født
- 1747 - Leopold 2., tysk-romersk kejser (død 1792).
- 1810 - Emilius Ferdinand Nobel, dansk tobaksfabrikant (død 1892).
- 1813 - Søren Kierkegaard, dansk filosof, æstetiker, digter og teolog (død 1855).
- 1818 - Karl Marx, tysk filosof (død 1883).
- 1841 - Kristofer Janson, norsk forfatter (død 1917).
- 1846 - Henryk Sienkiewicz, polsk forfatter (død 1916).
- 1866 - Thomas B. Thrige, dansk fabrikant (død 1938).
- 1895 - Henrik Bentzon, dansk/norsk skuespiller (død 1971).
- 1898 - Blind Willie McTell, amerikansk bluesmusiker (død 1959).
- 1911 - Andor Lilienthal, ungarsk stormester i skak (død 2010).
- 1919 - Georgios Papadopoulos, græsk diktator (død 1999).
- 1921 - Arthur Schawlow, amerikansk fysiker (død 1999).
- 1925 - Hans Edvard Teglers, dansk journalist og modstandsmand (død 1988).
- 1928 - John Mogensen, dansk sanger og sangskriver (død 1977).
- 1939 - Tommy Dinesen, dansk borgmester og tidligere folketingsmedlem.
- 1942 - Tammy Wynette, amerikansk sanger.
- 1943 - Michael Palin, engelsk komiker, forfatter og eventyrer.
- 1944 - John Rhys-Davies, walisisk skuespiller.
- 1946 - Leif Mortensen, dansk cykelrytter og sportskommentator.
- 1947 - Finn Odderskov, dansk jazzmusiker.
- 1947 - Lars Kolind, dansk erhvervsmand.
- 1952 - Jan Schou, dansk skuespiller.
- 1953 - Lene Køppen, dansk badmintonspiller og tandlæge.
- 1970 - Rikke Hvilshøj, tidl. integrationsminister.
- 1970 - Judith Hermann, tysk forfatter.
- 1980 - Martin Retov, dansk fodboldspiller.
- 1980 - Hank Green, amerikansk singer-songwriter, videoblogger
- 1988 - Adele, britisk sangerinde.

### Dødsfald
- 1198 - Sofia af Minsk, dansk dronning (født ca. 1140).
- 1525 - Frederik 3., sachsisk kurfyrste (født 1463).
- 1705 - Leopold 1., tysk-romersk kejser (født 1640).
- 1821 - Napoleon Bonaparte, fransk kejser (født 1769).
- 1943 - Ole Olsen, dansk filmproducent (født 1863).
- 1967 - Holger Tornøe, dansk arkitekt og medstifter af FDF (født 1881).
- 1971 – Violet Jessop, irsk-argentinsk sygeplejerske og stewardesse (født 1887).
- 1977 - Ludwig Erhard, vesttysk kansler (født 1897).
- 1997 - Ove Hansen, dansk politiker og minister (født 1909).
- 2004 - Kate Mundt, dansk skuespiller (født 1930).

|  | Denne datoartikel kan blive bedre, hvis der indsættes et (bedre) billede Du kan hjælpe ved at afsøge Wikimedia Commons for et passende billede eller uploade et godt billede til Wikimedia Commons iht. de tilladte licenser og indsætte det i artiklen. |